# Сент-Этьен-де-Шомей
Сент-Этье́н-де-Шоме́й (фр. Saint-Étienne-de-Chomeil, окс. Sant Étienne de Chomeil) — коммуна во Франции, находится в регионе Овернь. Департамент — Канталь. Входит в состав кантона Рьом-э-Монтань. Округ коммуны — Морьяк.
Код INSEE коммуны — 15185.
Коммуна расположена приблизительно в 400 км к югу от Парижа, в 65 км юго-западнее Клермон-Феррана, в 50 км к северу от Орийака.

## Население
Население коммуны на 2008 год составляло 213 человек.
| 1962 | 1968 | 1975 | 1982 | 1990 | 1999 | 2008 |
| ---- | ---- | ---- | ---- | ---- | ---- | ---- |
| 390  | 505  | 442  | 378  | 310  | 259  | 213  |

## Администрация
| Период | Период | Фамилия       | Партия | Примечания |
| ------ | ------ | ------------- | ------ | ---------- |
| 2001   | 2008   | Франсуа Шанрё |        |            |
| 2008   |        | Беатрис Шомей |        |            |

## Экономика
В 2007 году среди 122 человек в трудоспособном возрасте (15—64 лет) 87 были экономически активными, 35 — неактивными (показатель активности — 71,3 %, в 1999 году было 65,4 %). Из 87 активных работали 81 человек (43 мужчины и 38 женщин), безработных было 6 (3 мужчин и 3 женщины). Среди 35 неактивных 5 человек были учениками или студентами, 20 — пенсионерами, 10 были неактивными по другим причинам.

## Достопримечательности
- Церковь Сент-Этьен[фр.] (XI век). Памятник истории с 1993 года[3]
- Замок Сент-Этьен

## Фотогалерея

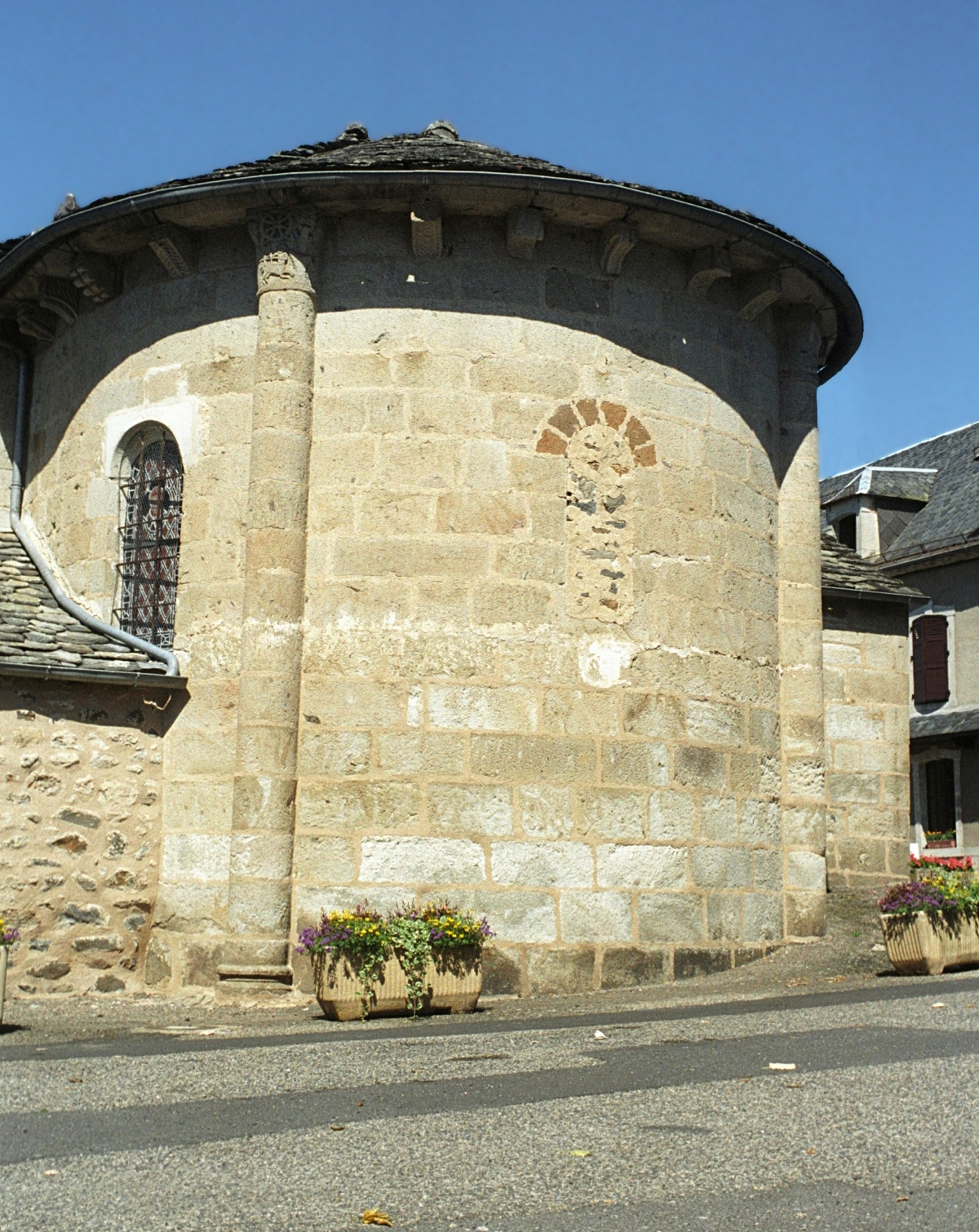
Апсида церкви Сент-Этьен
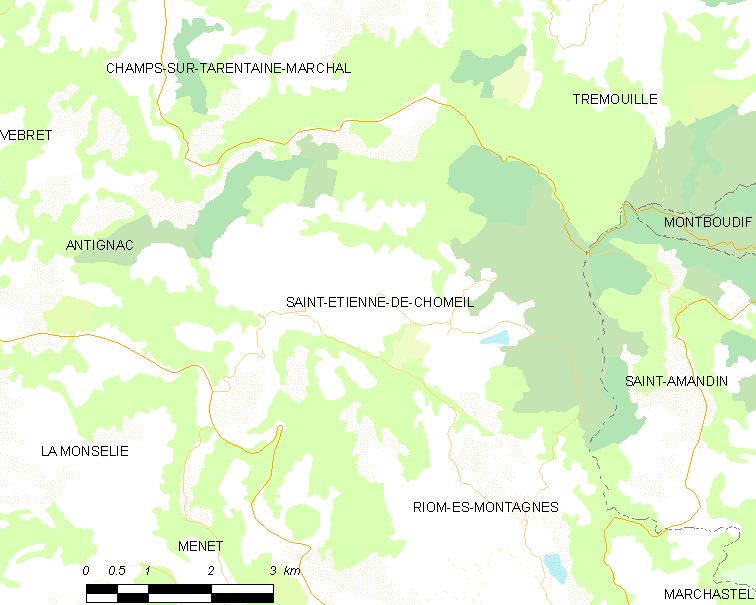
Карта коммуны